# Robert Ditzinger
Robert Ditzinger, född 27 mars 1826, död 25 juli 1891 i Maria Magdalena församling, Stockholms stad, var en svensk köpman och riksdagsledamot.

## Biografi
Robert Ditzinger föddes 1826. Han var son till snickaren Johan Fredrik Ditzinger och Magdalena Boström i Stockholm. Ditzinger arbetade som handlande och var riksdagsledamot för borgarståndet i Stockholm vid riksdagen 1859–1860 och riksdagen 1862–1863. Ditzinger var liberal. Han avled 1891 i Stockholm.